# Vredehandel van Keulen
De Vredehandel van Keulen was een reeks vergaderingen die in april 1579 plaatsvond tussen het Spaanse koninkrijk en de Zeventien Provinciën, om de voorwaarden van een vrede te bespreken van de sinds 1568 in de Habsburgse Nederlanden heersende oorlog tussen beide partijen (Tachtigjarige Oorlog). Het was een initiatief van de nieuw aangetreden keizer Rudolf II van het Rooms-Duitse Rijk die een meer tolerante houding tegenover het protestantisme had dan het Spaanse hof. De diplomatieke besprekingen vonden plaats in de stad Keulen, hoofdplaats van Keurvorstendom Keulen. Tijdens de Vredehandel ging het Beleg van Maastricht door de Spanjaarden gewoon door.

Unie van Atrecht en Unie van Utrecht

## Deelnemers
In januari 1579 ontstonden de Unie van Atrecht en de Unie van Utrecht. Beide Unies dreigden de Generaliteit van de Zeventien Provinciën op onzekere basis te stellen. Rudolf II had het recht in te grijpen in de Nederlanden, want hij was de suzerein van de vorst van elk van de Zeventien Provinciën, namelijk Filips II, koning van Spanje. Rudolf II zocht een Duitse oplossing voor het probleem, een Habsburgse oplossing om Frankrijk buiten de Nederlanden te houden. Het is onduidelijk welke rol Rudolf II nog zag voor zijn jongere broer Matthias. Aartshertog Matthias was tot landvoogd der Nederlanden uitgeroepen door de Staten-Generaal.
Namens de Unie van Utrecht kwam onder meer Marnix van Sint-Aldegonde, raadgever van Willem de Zwijger. Namens de Generaliteit der Spaanse Nederlanden kwamen Alexander Farnese, Urban von Scharenberg en Jan Vonck. Farnese verliet even Maastricht om naar Keulen te reizen. Namens Frederik III van de Palts kwam zijn zoon, Johan Casimir van Palts-Simmeren. Casimir van de Palts had, op vraag van koning Elisabeth I van Engeland, contact gezocht met Gentenaars die in opstand kwamen tegen de Spaanse Kroon. Casimir was evenwel ontgoocheld in de radicale politiek van de Gentse republiek. Namens de Engelse koningin kwam de diplomaat Philip Sidney langs in Keulen.
De Staatse stadhouder van de noordelijke gewesten, Rennenberg, liet zich vertegenwoordigen door zijn secretaris, Guyslain le Bailly.

## Verloop
Marnix van Sint-Aldegonde verweet de Spaanse delegatie een politiek te voeren van militaire agressie. De Spanjaarden weken evenwel voor geen millimeter tijdens het debat over de godsdienstvrijheid.
De bespreking werd een mislukking over de hele lijn.

## Afloop
Willem de Zwijger zocht een opening bij de Fransen. In Frankrijk woedde op dat moment de Hugenotenoorlog. Door het Verdrag van Plessis-lès-Tours (1580) riep een deel van de Staten-Generaal de Franse prins Frans van Anjou uit tot souverein van de Nederlanden (dus niet: tot landvoogd).